# Diocèse de Doruma-Dungu
Le diocèse de Doruma-Dungu (en latin Dioecesis Dorumaënsis-Dunguensis) est un diocèse catholique de république démocratique du Congo suffragant de l'archidiocèse de Kisangani.

## Histoire
La préfecture apostolique de Doruma est établie le 24 février 1958 à partir de territoires du vicariat apostolique du Niangara. 
Le 26 septembre 1967, la préfecture est promue au rang de diocèse. Le diocèse est renommé diocèse de Doruma-Dungu le 3 juillet 1970.

## Ordinaires

### Préfet apostolique de Doruma
- Guillaume van den Elzen, O.S.A. (13 novembre 1958 - 26 septembre 1967), promu évêque

### Évêque de Doruma
- Guillaume van den Elzen, O.S.A. (26 septembre 1967 - 3 juillet 1970)

### Évêques de Doruma-Dungu
- Guillaume van den Elzen, O.S.A. (3 juillet 1970 - 7 mai 1983)
  - Emile Aiti Waro Leru’a (15 novembre 1978 - 7 mai 1983), évêque coadjuteur
- Emile Aiti Waro Leru’a (7 mai 1983 - 25 septembre 1989), nommé évêque d'Isiro-Nyangara
- Richard Domba Mady (en) (14 mars 1994 - 3 juillet 2021)
  - Emile Mushosho Matabaro (12 juillet 2021 - 24 octobre 2022), administrateur apostolique
- Emile Mushosho Matabaro (depuis le 24 octobre 2022)

## Statistiques
| année | baptisés | population | pourcentage | prêtres (total) | prêtres réguliers | prêtres séculiers | catholiques par prêtre | diacres | religieux | religieuses | paroisses |
| ----- | -------- | ---------- | ----------- | --------------- | ----------------- | ----------------- | ---------------------- | ------- | --------- | ----------- | --------- |
| 1969  | 55 000   | 260 000    | 21,2        | 30              | 4                 | 26                | 1.833                  |         | 34        | 23          | 1         |
| 1980  | 84 000   | 340 000    | 24,7        | 33              | 4                 | 29                | 2.545                  |         | 93        | 45          | 22        |
| 1990  | 226 241  | 371 400    | 60,9        | 34              | 9                 | 25                | 6.654                  |         | 65        | 59          | 17        |
| 1995  | 105 000  | 200 000    | 52,5        | 31              | 16                | 15                | 3.387                  |         | 62        | 35          | 10        |
| 2003  | 105 000  | 200 000    | 52,5        | 40              | 24                | 16                | 2.625                  |         | 37        | 29          | 11        |
| 2004  | 105 000  | 200 000    | 52,5        | 40              | 24                | 16                | 2.625                  |         | 37        | 29          | 11        |
| 2006  | 362 743  | 492 000    | 73,7        | 39              | 24                | 15                | 9.301                  |         | 53        | 33          | 11        |
| 2013  | 470 000  | 639 000    | 73,6        | 56              | 31                | 25                | 8.392                  |         | 77        | 49          | 11        |
| 2016  | 507 832  | 690 816    | 73,5        | 69              | 39                | 30                | 7.359                  |         | 66        | 40          | 11        |
| 2019  | 556 000  | 757 200    | 73,4        | 66              | 35                | 31                | 8.424                  |         | 69        | 28          | 11        |
| 2021  | 592 160  | 806 435    | 73,4        | 73              | 36                | 37                | 8.111                  |         | 78        | 39          | 11        |